# Đường khâu nối (địa chất)
Đường khâu nối, hoặc gọi đới khâu, thuật ngữ địa chất học, là khu vực kết hợp do sự va đụng của hai mảng lục địa, là một trong những ranh giới mảng. Khi hai mảng lục địa hội tụ, phát sinh va đụng trong hệ thống cung đảo - rãnh biển, do đó sản sinh đè ép phương ngang với quy mô lớn, nếp uốn trở thành hệ thống núi cực kì to lớn.
Chiều rộng vết lộ của đới khâu là từ vài trăm mét đến vài kilômét. Nó có thể là đới đứt gãy giòn hoặc đới cắt của mylonit dạng lưới. Đới khâu thường là đá mácma xâm nhập và có cấu tạo dạng thấu kính, trong nham thạch học thuộc thành phần cấu tạo từ đá xâm nhập đến ophiolit.
Khu vực Anpơ - Himalaya chính là một đường khâu nối do biển Tethys cổ đã tan biến mà hình thành.

## Giải nghĩa
Đường khâu nối, hoặc gọi đới khâu, là khu vực do sự va đụng của lớp vỏ Trái Đất nên khiến cho khối đất liền khâu liền với nhau. Trên đường khâu nối có sẵn ví dụ thực tế các loại biến dạng theo thứ tự tầng trầm tích có liên quan đến bồn trũng đại dương, khối lăng trụ trầm tích của ranh giới mảng phân kì và hệ thống cung - rãnh. Thông thường là đới tích tụ hỗn tạp của mảnh vỡ ophiolit và kiến tạo nham tướng đại dương. Ngoài ra, lúc lớp vỏ Trái Đất tiến hành va đụng, ven rìa của mảng đứt gãy lục địa bởi vì một phần nghịch chờm mà chìm lún xuống, ở trên mảng của bộ phận bị tiêu giảm, hình thành một bồn địa ven rìa ở chung quanh đường khâu nối. Vật trầm tích đặc trưng nhất của bồn địa ven rìa là một số địa tầng tướng sông và tướng tam giác châu, mạt vụn đến từ rìa lục địa, nhưng mà lúc bồn địa rất sâu, thì trước sự lắng đọng trầm tích này sản sinh trầm tích sông đục và trầm tích nước sâu.

## Đặc điểm
Đới khâu thông thường biểu hiện đới biến dạng cao có chiều rộng không lớn, do có chứa thành phần cấu tạo như sự tích tụ hỗn tạp ophiolit của vỏ đại dương còn sót lại và đá trầm tích, đá phiến silic trùng tia Radiolaria cộng sinh tướng biển sâu, đã chồng chất lên nhau tác dụng biến chất cao độ của tướng đá phiến lam và biến dạng kiến tạo mãnh liệt. Đới khâu đem hai bên rìa lục địa có sẵn tính chất và lịch sử diễn hoá khác nhau mà phân tách, chúng thường thường nằm ở vùng địa lí sinh vật khác nhau, và lại có sẵn yếu tố cổ địa từ khác nhau. Do đó, đới khâu coi là đường ranh giới mảng hoá thạch có ý nghĩa trọng yếu trong việc khôi phục bố cục và đường lối kiến tạo mảng qua các thời kì lịch sử địa chất Trái Đất khác nhau. Bởi vì đới khâu do va đụng lục địa thường cộng sinh trong không gian với đới khâu cung đảo - lục địa và phức hệ bồi tụ ở đới hút chìm, biến động kiến tạo thời kì sau khiến chúng sắp xếp lộn xộn lẫn nhau.